# Barbara M. Barrett
Barbara McConnell Barrett, född 26 december 1950 i Indiana County, Pennsylvania, är en amerikansk filantrop, företagsledare, jurist och ämbetsman.
Barrett var under Ronald Reagans administration vicechef för Federal Aviation Administration (1988–1989), i George W. Bushs administration USA:s ambassadör i Finland (2008–2009) och i Donald Trumps administration som USA:s flygvapenminister (2019–2021).

## Biografi
Barbara M. Barrett föddes på en bondgård i Pennsylvania men har varit bosatt och verkat under större delen av sitt liv i Arizona. Barrett har vid Arizona State University avlagt tre examina: bachelorexamen (1972), masterexamen (1975) och juristexamen (1978). Barret är medgrundare till Valley Bank of Arizona och har varit partner vid juristfirman Evans, Kitchel and Jenckes. Hon är gift med Craig R. Barrett som varit styrelseordförande och CEO för Intel Corporation. Hon har flygcertifikat och har genomgått astronaututbildning (som reserv för Guy Laliberté vid Sojuz TMA-16).
År 1994 försökte hon att bli Republikanernas kandidat till Arizonas guvernör, mot den då sittande demokraten Fife Symington, men lyckades inte vinna nomineringen. Under 1999 var hon fellow vid Kennedy School of Government på Harvard University. Barret har suttit i styrelserna för Rand Corporation och Smithsonian Institution.
Under Barretts tid som flygvapenminister inrättades USA:s rymdstyrka.